# Sterculia simaoensis
Sterculia simaoensis là một loài thực vật có hoa trong họ Cẩm quỳ. Loài này được Y.Y. Qian miêu tả khoa học đầu tiên năm 1997.